# Liebesbrief (1985)
Liebesbrief (japanisch 恋文 Koibumi) ist ein japanischer Spielfilm aus dem Jahr 1985. Regie führte Tatsumi Kumashiro.

## Handlung
Shoichi Takehara ist Künstler und mit Kyoko verheiratet, mit der er einen gemeinsamen Sohn hat. Eines Tages erhält er einen Liebesbrief von seiner Jugendliebe Etsuko, die ihm in dem Brief schreibt, dass sie unheilbar an Leukämie erkrankt sei und Shoichi noch einmal sehen möchte. Daraufhin verlässt Shoichi seine Familie und ist bei Etsuko am Krankenbett. Nach einiger Zeit akzeptiert Kyoko die neue Situation. Ihr fällt die Rolle als alleinerziehende Mutter sichtlich schwer.
Auch sie besucht Etsuko am Krankenbett.
Durch die Ausweglosigkeit ihrer Lage möchte Etsuko Selbstmord verüben, was aber von Shoichi vereitelt werden kann.
Am Krankenbett fertigt Shoichi Zeichnungen von Etsuko an, was er bei Kyoko zunächst nicht gemacht hat, und nimmt sich vor, Etsuko noch vor ihrem Tod zu heiraten. Kyoko versucht nun, mit anderen Männern Kontakt aufzunehmen, und lässt sich die Scheidungspapiere ausstellen. Der Hochzeit zwischen Etsuko und Shoichi steht nun nichts mehr im Wege. Bei der Hochzeitsfeier sind sie und ihr Sohn als Trauzeugen anwesend.
Nach der Hochzeit verschlechtert sich der Zustand von Etsuko rapide. Während Kyoko im Raum ist, schlägt ein Wiederbelebungsversuch fehl und Etsuko stirbt. Kyoko ist die letzte Person, die Etsuko noch lebend gesehen hat, da Shoichi schon 30 Minuten früher aus dem Saal gebeten worden ist, da die Situation für ihn zu belastend war. Nach dem Tod von Etsuko kommt es zu einem Gespräch zwischen Kyoko und Shoichi. Dieser möchte Kyoko wieder heiraten, aber sie hält ihm entgegen, dass er Etsuko mehr geliebt habe. Die beiden einigen sich darauf, dass sie wieder zusammen wohnen möchten. 
Als Shoichi eines Abends an der gemeinsamen Wohnungstür steht, überlegt er es sich anders und kehrt um. Kyoko legt sich mit ihrem Sohn ins Bett.

## Kritik
„Thematisch ungewöhnliches psychologisches Kammerspiel nach einem preisgekrönten Roman.“